# Puccinia kenmorensis
Puccinia kenmorensis ist eine Ständerpilzart aus der Ordnung der Rostpilze (Pucciniales). Der Pilz ist ein Endoparasit des Bartgrases Bothriochloa decipiens. Symptome des Befalls durch die Art sind Rostflecken und Pusteln auf den Blattoberflächen der Wirtspflanzen. Sie ist ein Endemit Australiens.

## Merkmale

### Makroskopische Merkmale
Puccinia kenmorensis ist mit bloßem Auge nur anhand der auf der Oberfläche des Wirtes hervortretenden Sporenlager zu erkennen. Sie wachsen in Nestern, die als gelbliche bis braune Flecken und Pusteln auf den Blattoberflächen erscheinen.

### Mikroskopische Merkmale
Das Myzel von Puccinia kenmorensis wächst wie bei allen Puccinia-Arten interzellulär und bildet Saugfäden, die in das Speichergewebe des Wirtes wachsen. Aecien oder Spermogonien der Art sind nicht bekannt. Die haselbraunen Uredien des Pilzes wachsen unterseitig auf den Blattoberflächen der Wirtspflanze. Ihre ebenfalls dunkel zimt- bis haselnussbraunen Uredosporen sind breit oval bis eiförmig, 23–29 × 19–23 µm groß und fein stachelwarzig. Die Telien der Art sind nicht bekannt. Die haselnussbraunen Teliosporen sind zweizellig, in der Regel ellipsoid oder breitellipsoid und 23–30 × 18–22 µm groß; ihre Stiele sind 8–12 µm lang.

## Verbreitung
Das bekannte Verbreitungsgebiet von Puccinia kenmorensis umfasst nur Australien.

## Ökologie
Die Wirtspflanze von Puccinia kenmorensis ist das Bartgras Bothriochloa decipiens. Der Pilz ernährt sich von den im Speichergewebe der Pflanzen vorhandenen Nährstoffen, seine Sporenlager brechen später durch die Blattoberfläche und setzen Sporen frei. Die Art verfügt über einen Entwicklungszyklus, von dem bislang lediglich Uredien sowie deren Wirt bekannt sind; Telien, Spermogonien und Aecien konnten dem Pilz nicht zugeordnet werden.